# اکسل پشل
اکسل پشل (انگلیسی: Axel Peschel؛ زادهٔ ۲ اوت ۱۹۴۲) دوچرخه‌سوار اهل آلمان است. وی در بازی‌های المپیک تابستانی ۱۹۶۸ شرکت کرده است.